# Vestidos de noche
Vestidos de noche (japonés: 夜会服; Yakai fuku) es una novela del escritor japonés Yukio Mishima editada en 1967.

## Sinopsis
La joven Ayako Inagaki está viviendo una etapa dulce en la vida y todo parece ir sobre ruedas durante su luna de miel. Su marido, Toshio Takigawa, es el hombre ideal: tierno, atractivo, culto, elegante, deportista... Pero hay algo que empieza inquietarle a Ayako y es la extraña relación de Toshio con su madre, una afable y encantadora mujer de porte aristocrático, a la sazón viuda del embajador japonés en Londres. La señora Takigawa está muy bien relacionada con la alta sociedad de Tokio, incluyendo la casa imperial, a la que el padre de Ayako, un ejecutivo ambicioso y esnob, quiere acceder a toda costa.

## Análisis
Considerada una sátira feroz e irreverente, la novela aborda la hipocresía social reinante en la alta sociedad japonesa tras la derrota en la Segunda Guerra Mundial. Ambientada en el Tokio posterior a los Juegos Olímpicos de 1964 la denuncia del comportamiento de individuos influyentes cuya preocupación era vivir cara a la galería, emulando las costumbres occidentales y alejándose de las tradiciones niponas, y en la que la mayoría disfrutaban del dinero heredado sin plantearse si eran merecedores de tantos privilegios. Como en anteriores novelas Mishima explora el lado más oscuro e inconfesable del ser humano.